# Radio Verónica
Radio Veronica fue una emisora neerlandesa de radio pirata que se mantuvo activa desde 1960 hasta 1974. Al no poder operar en suelo neerlandés por el monopolio de la radiodifusión pública, difundía su señal desde un buque atracado en aguas internacionales. Tras su desaparición, varios miembros constituyeron la radiodifusora Veronica Omroep.
El nombre de la emisora es un juego de palabras con las siglas VRON (Vrije Radio Omroep Nederland; «Emisora Libre de Radio de los Países Bajos») y está inspirado en el poema infantil Het Schaap Veronica («La oveja Verónica») de Annie M. G. Schmidt.

## Historia
Radio Veronica fue impulsada por un grupo de radioaficionados y empresarios que pretendían impulsar la radio en los Países Bajos, En los años 1950 el estado neerlandés mantenía el monopolio sobre la radiotelevisión, con un modelo de reparto de horarios entre asociaciones compuestas por los grupos religiosos y sociales más representativos del país. La nueva emisora emuló la experiencia de la danesa Radio Mercur (1958-1962) e inició sus transmisiones el 18 de abril de 1960 desde aguas internacionales, cerca de la costa de Scheveningen. Un mes después consolidó el servicio con emisiones de onda larga desde el buque faro Borkum Riff en el puerto de Emden, Alemania Federal, reemplazado desde 1964 por el buque pesquero Norderney. La mayoría de la programación se grababa desde un estudio en Hilversum.
Radio Veronica se hizo muy popular entre la juventud neerlandesa por los espacios musicales de pop-rock y por incluir novedades como el disc-jockey, las sintonías y las peticiones de los oyentes, gracias a las cuales la radio pública tuvo que adaptar su programación. A pesar de que el gobierno neerlandés trató de prohibir las emisoras pirata desde aguas internacionales, toleró la existencia de Veronica debido a su buena acogida.
En los años 1970, Radio Veronica enfrentó la competencia de Radio Nordsee International (RNI), otra emisora pirata que operaba en la costa neerlandesa con equipos de onda corta y frecuencia modulada. El enfrentamiento entre ambas emisoras deparó incluso un intento de sabotaje del barco de RNI por el que varios responsables de Veronica fueron condenados, entre ellos el director Bull Verweij. No obstante, Veronica y RNI mejoraron su relación tras ese incidente y la emisora amplió su señal en 1972 con una longitud de onda de 558 kHz, pudiendo sintonizarse en Países Bajos y Flandes.
En 1974, el gobierno neerlandés ratificó el tratado europeo que prohibía la emisión de radios piratas desde aguas internacionales. Al entrar en vigor a partir del 1 de septiembre de ese mismo año, Radio Veronica cesó sus emisiones el 31 de agosto. Para continuar su actividad, varios miembros constituyeron una asociación de radiodifusión de carácter neutral, Veronica Omroep Organisatie, que funcionó como una organización adscrita a la radiodifusión pública (Nederlandse Publieke Omroep) desde 1976 hasta 1995. Actualmente, Veronica es un grupo privado de medios de comunicación.